# نظرية الاهتزاز للحاسة
نظرية اهتزاز الرائحة هي رائحة الجزيء التي ترجع إلى ترددها الذبذبي في نطاق الأشعة تحت الحمراء. تعتبر هذه النظرية المثيرة للجدل بديلاً لنظرية الالتحام المقبولة على نطاق واسع حول حاسة الشم (التي كانت تُعرف سابقًا باسم نظرية الشكل الخاصة بحاسة الشم)، والتي تقترح أن شخصية رائحة الجزيء ترجع إلى مجموعة من التفاعلات الضعيفة غير التساهمية بين مستقبلات الرائحة البروتينية (وجدت في ظهارة الأنف)، مثل تفاعلات الالكتروستاتيك وجذب ثنائي القطب، أيون المعادن، وتفاعل الكاتيون-pi، وتأثيرات مسعور، بالإضافة إلى التشكل الجزيئي.

## المقدمة
تم تسمية نظرية الاهتزاز الحالية مؤخرًا باسم (بطاقة التمرير السريع)، على عكس من نماذج (القفل والمفتاح) القائمة على نظرية الشكل. كما اقترح لوكا تورينو، يجب أن يتلاءم جزيء الرائحة أولاً مع موقع ربط المستقبل. ثم يجب أن يكون لديه وضع طاقة اهتزازية متوافق مع الاختلاف في الطاقات بين مستويين من الطاقة على المستقبلات، بحيث يمكن للإلكترونات السفر عبر جزيء عبر نفق الإلكترون غير المرن، مما يؤدي إلى مسار انتقال الإشارة. تمت مناقشة نظرية الاهتزاز في كتاب شائع ولكنه مثير للجدل كتبه تشاندلر بور.
يتم تشفير طابع الرائحة في نسبة أنشطة المستقبلات التي يتم ضبطها على ترددات اهتزاز مختلفة، بنفس الطريقة التي يتم بها تشفير اللون في نسبة أنشطة مستقبلات خلية مخروطية مضبوطة على ترددات مختلفة من الضوء. هناك فرق مهم، مع ذلك، هو أن الرائحة يجب أن تكون قادرة على الإقامة في المستقبلات لتوليد استجابة. يعتمد الوقت الذي يوجد فيه الرائحة في المستقبل على مدى ارتباطه بقوة، والذي بدوره يحدد قوة الاستجابة؛ وبالتالي فإن شدة الرائحة تحكمها آلية مماثلة لنموذج (القفل والمفتاح). لنظرية الذبذبات البحتة، لا يمكن تفسير الروائح المختلفة للرنانات، التي تمتلك اهتزازات متطابقة. ومع ذلك، بمجرد التعرف على العلاقة بين استجابة المستقبل ومدة إقامة الرائحة في المستقبلات، يمكن فهم الاختلافات في الرائحة بين العوامل المتناهية في الصغر: قد تقضي الجزيئات ذات اليدين المختلف كميات مختلفة من الوقت في مستقبل معين، وبالتالي بدء الاستجابات من شدة مختلفة.
نظرًا لوجود بعض جزيئات الروائح ذات الأشكال المختلفة التي تنبعث منها الرائحة (على سبيل المثال، البنزالديهايد الذي يعطي نفس الرائحة لكل من (اللوز، السيانيد)، تشير التجارب المتعلقة بحاسة الشم، إلى أن النظريتين في نهاية المطاف قد تعملان في وئام أولاً تحتاج جزيئات الرائحة لتناسب، كما في نظرية الالتحام لنموذج الشم، ولكن بعد ذلك تهتز الاهتزازات الجزيئية للروابط الكيميائية (الذرة). لذا، في جوهرك قد يكون شعورك بالرائحة أشبه بحاسة السمع، حيث يمكن أنفك أن (يستمع) إلى الروابط الصوتية، الاهتزازية لجزيئات الروائح.
تدعم بعض الدراسات نظرية الاهتزاز بينما تتحدى دراسات أخرى النتائج التي توصلت إليها.

## أهم المؤيدين والتاريخ
تم طرح النظرية لأول مرة بواسطة مالكولم دايسون في عام 1928  ووسعها روبرت رايت في عام 1954، وبعد ذلك تم التخلي عنها إلى حد كبير لصالح نظرية الشكل المتنافسة في عام 1996، أعادت ورقة كتبها لوكا تورينو لإحياء النظرية من خلال اقتراحات آلية، متوقعة أن مستقبلات G- البروتين التي اكتشفها ليندا باك وريتشارد أكسل كانت في الواقع تقيس الاهتزازات الجزيئية باستخدام نفق الإلكترون غير المرن كما ادعت تورينو، بدلاً من الاستجابة لتركيب المفاتيح الجزيئية الأقفال الجزيئية، تعمل حسب الشكل وحده. في عام 2007، أوضحت ورقة خطابات المراجعة الفيزيائية التي أعدها مارشال ستونهام وزملاؤه في كلية لندن الجامعية وإمبيريال كوليدج لندن، أن آلية توريين المقترحة كانت متوافقة مع الفيزياء المعروفة وصاغت عبارة عن(نموذج بطاقة انتقاد) لوصفها. ذكرت ورقة وقائع الأكاديمية الوطنية للعلوم بالولايات المتحدة الأمريكية في عام 2011 من تورينو وإفثيميوس سكولاكيس وزملاؤه في معهد ماساتشوستس للتكنولوجيا ومركز أبحاث علوم الطب الحيوي في ألكساندر فليمنج تجارب ذبابة سلوكية متسقة مع نظرية الاهتزاز بالرائحة. تبقى النظرية مثيرة للجدل.

## الدعم

### آثار النظائر
أحد التنبؤات الرئيسية لنظرية توريين هو تأثير النظير، أن الإصدارات العادية والمُختبرة من المركب يجب أن تكون رائحتها مختلفة، على الرغم من أنها لها نفس الشكل. دراسة عام 2001 من قبل هافيندين وآخرون. أظهر أن البشر قادرون على تمييز البنزالديهايد عن نسخته المضللة. ومع ذلك، فقد تم انتقاد هذه الدراسة لأنها تفتقر إلى الضوابط مزدوجة التعمية للقضاء على التحيز، ولأنها استخدمت نسخة شاذة من اختبار الثنائي والثلاثي. بالإضافة إلى ذلك، أظهرت الاختبارات التي أجريت على الحيوانات أن الأسماك والحشرات قادرة على تمييز النظائر بالرائحة.
تجدر الإشارة إلى أن التثبيط يغير درجات حرارة الامتصاص ونقاط الغليان والتجميد للجزيئات (نقاط الغليان: 100.0 درجة مئوية بالنسبة لـ H2O مقابل 101.42 درجة مئوية بالنسبة لـ D2O ؛ نقاط الانصهار: 0.0 درجة مئوية لـ H2O ، 3.82 درجة C لـ D2O) pKa (أي ثابت التفكك: 9.71 × 10−15 لـ H2O مقابل 1.95 × 10−15 لـ D2O، راجع الماء الثقيل) وقوة رابطة الهيدروجين. هذه التأثيرات للنظائر شائعة جدًا، ومن المعروف أن استبدال الديوتريوم سيغير بالفعل الثوابت الملزمة للجزيئات لمستقبلات البروتين. وبالتالي فإن أي تفاعل ملزم لجزيء ذو رائحة مع مستقبلات حاسة الشحم من المرجح أن يُظهر بعض التأثير النظائري على عملية إزالة الرحم، ولا تجادل مراقبة تأثير النظائر بأي حال من الأحوال حصريًا لنظرية الذبذبات الشمية.
أظهرت دراسة نشرها في عام 2011 كل من فرانكو وتورينو وميرشين وسكولاكيس أن الذباب يمكن أن يشم رائحة الديوتيريوم، وأن الذباب يرتبط بروتين الديوتريوم الكربوني مثل النتريل الذي يشبه الاهتزاز. تشير الدراسة إلى أن ذبابة الفاكهة السوداء (ذبابة الفاكهة)، التي تنجذب عادةً إلى الأسيتوفينون، لا تكره تلقائيًا الأسيتوفينون المُثبط. يزيد هذا الكراهية مع زيادة عدد الديوتيريوم. (الذباب الذي تم تغييره وراثياً بسبب نقص مستقبلات الرائحة لا يمكن أن يميز الفرق) يمكن أيضًا تدريب الذباب بواسطة الصدمات الكهربائية إما لتجنب الجزيء المنحل أو تفضيله على الجزيء الطبيعي. عندما تم تقديم هذه الذبابات المدربة مع خيار جديد تمامًا وغير ذي صلة من الروائح العادية مقابل الروائح المنكوبة، فقد تجنبوا أو فضلوا الديوتيريوم كما هو الحال مع الزوج السابق. هذا يشير إلى أن الذباب كان قادرًا على شم رائحة الديوتيريوم بغض النظر عن بقية الجزيء. لتحديد ما إذا كانت رائحة الديوتيريوم هذه ترجع فعليًا إلى اهتزازات رابطة الديوتريوم الكربونية (C-D) أو إلى بعض التأثيرات غير المنظورة للنظائر، نظر الباحثون إلى النتريل، التي لها اهتزاز مماثل للرابطة C-D. الذبابات المدربة على تجنب الديوتيريوم وطلبت الاختيار بين النتريل ونظيره من غير النتريل لم تتجنب النتريل، مما قدم الدعم لفكرة أن الذباب يشم رائحة الاهتزازات. هناك المزيد من دراسات رائحة النظائر في الذباب والكلاب 

### شرح الاختلافات في الروائح ستيرويسومير
قدم كارفون موقفًا محيرًا لنظرية الاهتزاز. يحتوي كارفون على اثنين من الأيزومرات، التي لها اهتزازات متماثلة، ولكن تنبعث منها رائحة مثل النعناع والآخر مثل الكراوية (التي يطلق عليها اسم المركب).
تألفت تجربة قام بها تورينو بواسطة فيلم وثائقي بعنوان (الأفق) لهيئة الإذاعة البريطانية «بي بي سي هوريزون» في عام 1995، وهي مزج الايزومير بالنعناع مع لبوتانون، على نظرية أن مستقبل من مستقبلات البروتين G- يحول دون وجود مجموعة الكاربونيل في الايزومير بالنعناع. يجري الكشف عنها من قبل (الطيف البيولوجي). نجحت التجربة مع العطور المدربين الذين استخدموا كمواضيع، الذين أدركوا أن مزيجًا من 60٪ من البوتانون و 40٪ من النعناع المنبعث من الرائحة يشبه الرائحة.

### رائحة الكبريت من البوران
وفقًا لورقة توري الأصلية في مجلة الحواس الكيميائية، فإن رائحة مركبات البوران الموثقة جيدًا هي كبريتية، على الرغم من أن هذه الجزيئات لا تحتوي على كبريت. يقترح شرح ذلك عن طريق التشابه في التردد بين اهتزاز الرابطة B-H والسندات S-H ومع ذلك، فقد تمت الإشارة إلى أنه بالنسبة لـ س كربوران، الذي يتمتع بامتداد B-H قوي للغاية عند 2575 سم، يتم استبدال (الرائحة الشبيهة بالبصل في ال س كربوران خام التجاري برائحة كافور لطيفة على تنقية دقيقة)مما يعكس طريقة التحضير التجاري لكاربور س من التفاعلات التي يروج لها كبريتيد ثنائي إيثيل الرائحة، والتي تتم إزالتها عند التنقية.

### الاتساق مع الفيزياء
تشير المحاكاة الفيزيائية الحيوية المنشورة في رسائل المراجعة الفيزيائية في عام 2006 إلى أن اقتراح توريين قابل للتطبيق من وجهة نظر الفيزياء. ومع ذلك، بلوك وآخرون. في بحثهم الصادر عام 2015 في وقائع الأكاديمية الوطنية للعلوم تشير إلى أن تحليلهم النظري يدل على أن آلية نقل الإلكترون المقترحة للترددات الاهتزازية للروائح  يمكن قمعها بسهولة من خلال التأثيرات الكمومية للأنماط الاهتزازية الجزيئية .

### ربط رائحة الاهتزاز
أظهرت ورقة نشرت عام 2004 في مجلة الكيمياء العضوية الجزيئية من تأليف تاكان وميتشيل أن أوصاف الرائحة في أدب الشفاء ترتبط بأوصاف ايفا، التي تتوافق بشكل فضفاض مع الطيف الذبذبي، أفضل من مع الواصفات المستندة إلى التوصيل ثنائي الأبعاد للجزيء. لم تنظر الدراسة في الشكل الجزيئي.

### عدم وجود خصوم
تشير تورينو إلى أن تفاعلات مستقبل القفل والمفتاح التقليدية تتعامل مع منبهين، مما يزيد من وقت المستقبل الذي يقضيه في الحالة النشطة، والمضادات، مما يزيد من الوقت الذي يقضيه في الحالة غير النشطة. بمعنى آخر، تميل بعض الروابط إلى تشغيل المستقبل وبعضها يميل إلى إيقاف تشغيله. كحجة ضد نظرية القفل والمفتاح التقليدية للرائحة، لم يتم العثور على أي مضادات حاسة الشم حتى وقت قريب.
في عام 2004، نشرت مجموعة أبحاث يابانية أن منتج أكسدة الايزويوجينول قادر على استعداء أو منع استجابة مستقبلات الفئران الشمية للإيزويوجينول.

### تحديات إضافيةلنظرية الالتحام من الشم
- جزيئات مماثلة على شكل مع الاهتزازات الجزيئية المختلفة لها رائحة مختلفة (تجربة ميتالوسين واستبدال الديوتيريوم من الهيدروجين الجزيئي). ومع ذلك، فإن هذا التحدي يتعارض مع النتائج التي تم الحصول عليها من نظائر السيليكون من البرجونية والليليلية، والتي على الرغم من اختلافاتها في الاهتزازات الجزيئية لها نفس الروائح وتنشط بالمثل مستقبلات الإنسان الأكثر استجابة،HOR17-4 [5] ومع الدراسات التي تظهر أن الإنسان مستقبلات المسك تستجيب بشكل مطابق للمسك المجهول وغير المسكوت.[4] في تجربة الميتالوسين ، تلاحظ تورينو أنه في حين أن الفيروسين والنيكلوسين لهما تقريبا نفس هياكل السندوتشات الجزيئية، إلا أنهما يتمتعان برائحة مميزة. وهو يقترح أنه (بسبب التغير في الحجم والكتلة) تعطي ذرات المعادن المختلفة ترددات مختلفة لتلك الاهتزازات التي تنطوي على ذرات المعدن [4]، وهي ملاحظة متوافقة مع نظرية الاهتزاز. ومع ذلك، فقد لوحظ أنه على عكس الفيروسين، تتحلل النيكلوسين سريعًا في الهواء، ويمكن أن تعكس رائحة السيكلوكيلين المرصودة بالنيكلوسين ، ولكن ليس بالنسبة للفيروسين، ببساطة تحلل النيكلوسين يعطي كميات ضئيلة من الهيدروكربونات مثل السيكلوبنتادين.[4]
- جزيئات ذات شكل مختلف لها اهتزازات جزيئية مماثلة لها رائحة مماثلة (استبدال روابط الكربون المزدوجة بواسطة ذرات الكبريت ورائحة العنبر المتباينة الشكل)
- إخفاء المجموعات الوظيفية لا يخفي الرائحة المميزة للمجموعة. لكن هذا ليس هو الحال دائمًا، حيث أن أريليزونيتريل بديله عن طريق الفم [5] وثيوفينول [5] لهما روائح أقل هجومية من المركبات الأم.

## التحديات
تم تناول ثلاثة تنبؤات من قبل لوكا تورينو حول طبيعة الرائحة، باستخدام مفاهيم نظرية الاهتزاز، من خلال الاختبارات التجريبية التي نشرت في مجلة (طبيعة علم الأعصاب) في عام 2004 من قِبل ليزلي فوشهل. [21 فشلت الدراسة في دعم التنبؤ بأن النظائر يجب أن تنبعث منها رائحة مختلفة، مع وجود أشخاص بشريين غير مدربين غير قادرين على التمييز بين الأسيتوفينون ونظيره المسكر. أشارت هذه الدراسة أيضًا إلى عيوب التصميم التجريبية في الدراسة السابقة لهفندن. بالإضافة إلى ذلك، لم يتم دعم وصف لرائحة الألدهيدات ذات السلسلة الطويلة على أنها شمعية وغليظة بشكل مهيمن والحمضيات والشمع الغامضين عن طريق اختبارات على موضوعات غير مدربة، على الرغم من الدعم القصصي من محترفي صناعة العطور الذين يعملون بانتظام مع هذه المواد. قدم فوشال وكيلر أيضًا مزيجًا من الغياكول والبنزالديهايد إلى الأشخاص الخاضعين لاختبار نظرية توريين بأن المخلوط يجب أن يشتم رائحة الفانيلين. لم تدعم بيانات ليزلي فوشهل تنبؤات. ومع ذلك، يقول فوشال إن هذه الاختبارات لا تدحض نظرية الاهتزاز.
استجابة لدراسة 2011 وقائع الأكاديمية الوطنية للعلوم في الولايات المتحدة الأمريكية على الذباب، اعترف فوشال بأن الذباب يمكن أن يشم نظائر، لكنه وصف الاستنتاج بأن الرائحة كانت تعتمد على الاهتزازات وعبرت عن شكوكها في استخدام الذباب لاختبار آلية نسبت أصلاً إلى المستقبلات البشرية. من أجل تأكيد هذه النظرية، صرح فوشال بأنه يجب إجراء مزيد من الدراسات حول مستقبلات الثدييات. أثار بيل هانسون، اختصاصي شفاء الحشرات، مسألة ما إذا كان الديوتيريوم يمكن أن يؤثر على روابط الهيدروجين بين الرائحة والمستقبلات.
في عام 2013، أكدت تورينو وزملاؤها تجارب فوشال وكيلر التي أظهرت أنه حتى الأفراد البشريين المدربين لم يتمكنوا من التمييز بين الأسيتوفينون ونظيره المجهول. في الوقت نفسه، ذكرت تورينو وزملاؤها أن المتطوعين البشر كانوا قادرين على التمييز بين السيكلوباداديكانون والتناظرية المجهولة بالكامل. للمحاسبة على النتائج المختلفة التي شوهدت مع الأسيتوفينون والسيكلوبنتاديكانون، تؤكد تورينو وزملاء العمل أنه يجب أن يكون هناك العديد من روابط CH قبل أن يتم اكتشافها بالرائحة. وعلى عكس الأسيتوفينون الذي يحتوي على 8 هيدروجين فقط، يحتوي السيكلوبنتادكانون على 28. وهذا يؤدي إلى أكثر من ثلاثة أضعاف عدد أنماط الذبذبات التي تنطوي على الهيدروجين مقارنة بالأسيتوفينون، وهذا ضروري على الأرجح لاكتشاف الفرق بين النظائر المشعة. لا تقدم تورينو وزملاء العمل أي تبرير ميكانيكي الكم لهذا التأكيد الأخير.
في تعليق على عمل توريين، يلاحظ فوشال أن "الأغشية الشمية مليئة بالأنزيمات التي يمكنها استقلاب الرائحة، وتغيير هويتها الكيميائية ورائحتها المدركة. ستكون الجزيئات المنكوبة عبارة عن ركائز فقيرة لمثل هذه الإنزيمات، مما يؤدي إلى اختلاف كيميائي فيما يتعلق بالموضوعات. في نهاية المطاف، يجب أن تركز أي محاولة لإثبات نظرية الاهتزاز للشفط على الآليات الفعلية على مستوى المستقبلات، وليس على الاختبارات النفسية الفيزيائية غير المباشرة. ريتشارد أكسيل، الحائز على جائزة نوبل لعام 2004 عن علم وظائف الأعضاء. العمل على حاسة الشم، يعبر عن نفس الشعور، مشيرًا إلى أن عمل توريين لن يحل النقاش - فقط النظرة المجهرية على المستقبلات في الأنف ستظهر أخيرًا ما هو في العمل.
استجابةً لورقة 2013 حول السيكلوبنتاديكان، يفيد بأن مستقبلات إدراك المسك البشري، حدد باستخدام نظام تعبير مستقبلات حاسة غير متجانسة والاستجابة القوية للسايكلوبنتاديكانون والموسكون (التي تحتوي على 30 هيدروجين)، وفشل في التمييز بين نظائر هذه المركبات في المختبر. علاوة على ذلك، استجاب الماوس (الميثيلثيو) لمستقبلات التعرف على الميثانول، بالإضافة إلى مستقبلات حاسة الشم والبشر المختارة الأخرى، على نحو مماثل إلى نظائر متساوية الأضلاع الطبيعية والمدرومة والكربونية الخاصة بروابطها الخاصة، ونتائج موازية وجدت مع المسك مستقبلات . بناءاَ على هذه النتائج، لخلص الباحثون إلى أن نظرية الاهتزاز المقترحة لا تنطبق على مستقبلات المسك البشري أو مستقبلات ثول الفأر أو مستقبلات حاسة الشم الأخرى التي تم فحصها. بالإضافة إلى ذلك، يُظهر التحليل النظري الذي أجراه المؤلفون أن آلية نقل الإلكترون المقترحة للترددات الاهتزازية للروائح يمكن قمعها بسهولة من خلال التأثيرات الكمومية للأنماط الاهتزازية الجزيئية. يستنتج المؤلفون:(هذه الشواغل وغيرها من المخاوف بشأن نقل الإلكترون في المستقبلات الشمية، جنبًا إلى جنب مع بياناتنا التجريبية الشاملة، تعارض جدوى نظرية الاهتزاز).
في تعليقه على هذا العمل، كتب فوشال في (وقائع الأكاديمية الوطنية للعلوم في الولايات المتحدة الأمريكية) من الفيزياء النفسية الشمية إلى الفيزياء الحيوية في معالجة الجفاف عن طريق الفم بأنفسهم. يشن المؤلفون هجومًا متعدد التخصصات متطورًا على المبادئ المركزية. نظرية الاهتزاز باستخدام الكيمياء العضوية الاصطناعية، والتعبير غير المتجانس لمستقبلات شمية، والاعتبارات النظرية للعثور على أي دليل لدعم نظرية اهتزاز الشم. بينما تعلق تورينو على أن بلوك تستخدم الخلايا في طبق بدلاً من داخل الكائنات الحية بأكملها وأن التعبير عن مستقبلات حاسة الشم في خلايا الكلى الجنينية البشرية لا يعيد بناء الطبيعة المعقدة لحاسة الشم ...)، يستجيب فوشال إلى خلايا الكلى الجنينية التي ليست متطابقة مع الخلايا الموجودة في الأنف ...) ولكن إذا كنت بالنظر إلى المستقبلات، إنه أفضل نظام في العالم. في رسالة إلى محرر في (وقائع الأكاديمية الوطنية للعلوم في الولايات المتحدة الأمريكية) تورينو وآخرون. إثارة مخاوف بشأن الرد.
في الآونة الأخيرة، اقترح صابري وعلائي وجود علاقة وظيفية بين الحجم الجزيئي والاستجابة العصبية الشمية. يعد الحجم الجزيئي عاملاً هامًا، لكنه ليس العامل الوحيد الذي يحدد استجابة ORNs. تتأثر تقارب الارتباط لزوج مستقبلات الرائحة بأحجامها النسبية. يمكن تحقيق أقصى درجة من التقارب عندما يتطابق الحجم الجزيئي للرائحة مع حجم جيب الربط.